# Futurama/Staffel 6
Die sechste Produktionsstaffel von Futurama, einer US-amerikanischen Science-Fiction-Zeichentrickserie, besteht aus 26 Episoden, die erstmals ab dem 24. Juni 2010 beim US-amerikanischen Sender Comedy Central zu sehen waren. Die deutsche Synchronfassung wurde zum ersten Mal zwischen dem 22. Oktober 2011 und dem 23. Juni 2012 von ProSieben ausgestrahlt.
Mit dieser Staffel kehrt Futurama dazu zurück, Material als Fernseh-Episoden produzieren zu lassen, nachdem die vorangegangene Staffel aus vier fürs Fernsehen umgearbeiteten Filmen bestand. Gleichzeitig wurde zum ersten Mal für die Veröffentlichung auf Comedy Central produziert; die Staffeln eins bis vier waren auf Fox ausgestrahlt worden.
Für einzelne Episoden dieser Staffel wurden unter anderem ein Emmy und ein WGA Award vergeben.

## Episoden
| Nr. (ges.) | Nr. (St.) | Deutscher Titel                                         | Originaltitel                    | Regie                    | Drehbuch                       | Premiere      | Dt. Premiere  | Untertitel |
| --- | --------- | ------------------------------------------------------- | -------------------------------- | ------------------------ | ------------------------------ | ------------- | ------------- | --- |
| 89 | 7×1       | Wiedergeburt                                            | Rebirth                          | Frank Marino             | David X. Cohen, Matt Groening  | 24. Juni 2010 | 22. Okt. 2011 | Rebirth |
| Im Anschluss an die Ereignisse der letzten Episode tritt das Planet-Express-Schiff nahe der Erde wieder aus dem Wurmloch aus. Noch immer von Zapp Brannigans Raumschiff Nimbus verfolgt, wird es bei einer Crashlandung zerstört. Abgesehen von Professor Farnsworth werden dabei alle Crewmitglieder tödlich verletzt. Der Professor kann dank seiner neuesten Erfindung alle wiederbeleben. Leela fällt dabei jedoch in ein unumkehrbares Koma und wird anschließend aus ihren vom Überwachungssystem von Planet Express gesammelten Verhaltensmustern in einem von Fry gebauten Roboter wiederbelebt. Nachdem die echte Leela wieder aus dem Koma erwacht, kommt es zum Kampf. |           |                                                         |                                  |                          |                                |               |               | |
| 90 | 7×2       | Der Leela-Laune-Zapp                                    | In-A-Gadda-Da-Leela              | Dwayne Carey-Hill        | Carolyn Premish, Matt Groening | 24. Juni 2010 | 29. Okt. 2011 | Direkt auf den Augen anwenden (Apply directly to the eyes)                                                                  |
| Ein mutierter TV-Satellit ist im Begriff die Erde zu zerstören. Zu deren Rettung versuchen Leela und Zapp Brannigan, den mutierten Satelliten mittels eines unsichtbaren Raumschiffs zu zerstören. Jedoch werden sie dabei abgeschossen, finden sich nach einer Bruchlandung im scheinbaren „Garten Eden“ wieder und beobachten dabei den Untergang der Erde. Zuerst nähern sich die beiden an, später stellt sich aber alles als eine List von Zapp heraus. |           |                                                         |                                  |                          |                                |               |               | |
| 91 | 7×3       | Angriff der Killer-App                                  | Attack of the Killer App         | Stephen Sandoval         | Patric M. Verrone              | 1. Juli 2010  | 5. Nov. 2011  | Es wird einen Test geben (There will be a test)                                                                             |
| Die Planet-Express-Crew kauft sich das neue Eye-Phone vom Mom-Konzern. Nach Werbung für Twitcher seitens Mom, beginnen Fry und Bender einen Wettbewerb, wer es schafft, zuerst eine Million „Follower“ bei Twitcher zu haben. Mom plant jedoch, an denjenigen Eye-Phone-Nutzer, der zuerst eine Million „Follower“ hat, einen Computervirus zu schicken. Dieser Virus infiziert das Gehirn des Eye-Phone-Nutzers und macht ihn zum Sklaven von Mom. Dieses Virus wird auch an alle „Follower“ des Benutzers verteilt. Für Fry und Bender ist der Einsatz der Wette, dass der Verlierer in einem Swimmingpool voller Kotze einer Weltraumziege schwimmen muss. Die beiden versuchen verschiedene Tricks um Leute für ihren Twitch zu begeistern. Bender ist aber besser als Fry und hat schon fast gewonnen. Fry findet aber noch ein Motiv für ein Onlinevideo, in dem er ein Geheimnis von Leela veröffentlicht, obwohl sie ihn gebeten hat, dies nicht zu tun. Am Ende haben aber Fry und Bender jeweils eine Million „Follower“ und somit sind beide Sieger. Jetzt aktiviert Mom ihren Computervirus und scheinbar abseits der Handlung (Fry entschuldigt sich bei Leela) laufen praktisch alle Leute als willenlose Sklaven in Richtung Mom-Store, um sich das neue Eye-Phone 2.0 zu kaufen. |           |                                                         |                                  |                          |                                |               |               | |
| 92 | 7×4       | Roboter Street Day                                      | Proposition Infinity             | Crystal Chesney-Thompson | Michael Rowe                   | 8. Juli 2010  | 12. Nov. 2011 | Diktiert aber nicht gegengelesen (Dictated but not read)                                                                    |
| In der Beziehung zwischen Kif und Amy kriselt es gewaltig. Kif wirft Amy vor, mit jedem „Bad Boy“ zu flirten. Als sie es auch dann mal wieder tut, macht Kif Schluss. Aber es dauert keinen Tag, bis sich Amy in Bender verliebt, weil der sich einen ganzen Abend als „Bad Boy“ aufführte. Zuerst verheimlichen die beiden die Beziehung, welche dann aber doch aufgedeckt wird. Nun müssen sich die beiden mit dem Vorwurf der Robosexualität auseinandersetzen, die als Tabu gilt. Die Roboterkirche, Amys Eltern und der Professor versuchen nun, das Paar auseinanderzubekommen, was aber nicht so recht funktionieren will. Bender und Amy können alle Versuche abwehren, sie auseinanderzubringen. Bender macht Amy nun einen Heiratsantrag, was aber ein wenig kompliziert ist, da robosexuelle Ehen nicht erlaubt sind. Also startet Bender eine politische Kampagne, um diese Form der Ehe zu legalisieren. Sein stärkster Widersacher ist der Professor. Bei einer Debatte kommt heraus, dass der Professor die Robosexualität nur hasst, weil er früher etwas mit einem weiblichen Roboter hatte, welcher ihn dann aber mit einem männlichen Roboter betrogen hat. Als das als der einzige Grund identifiziert ist, hat der Professor nichts mehr gegen Roboter-Mensch-Ehen, und Amy und Bender können heiraten. Bender erfährt aber, dass es sich um eine monogame Ehe handeln würde, worauf er in der nächsten Szene am Strand mit zwei weiblichen Robotern zu sehen ist. Amy findet dann auch wieder zu Kif zurück, da dieser sie als „Bad Boy“ verkleidet mit einem Motorrad abholt. |           |                                                         |                                  |                          |                                |               |               | |
| 93 | 7×5       | Der Da-Blödi-Code                                       | The Duh-Vinci Code               | Raymie Muzquiz           | Maiya Williams                 | 15. Juli 2010 | 19. Nov. 2011 | Setzen sie jetzt ihr 3 D-Monokel auf (Put on 3-D monocle now)                                                               |
| Fry und der Professor finden einen verloren geglaubten Bauplan für eine von Leonardo da Vincis Maschinen. Als sie versuchen, den Zweck der Maschine herauszufinden, finden Sie in einer versteckten Kammer in Rom eine scheinbar nicht funktionierende Flugmaschine, die sich als Raumschiff herausstellt. Sie fliegen damit ungewollt zum Planeten Vinci und treffen dort Leonardo, der ihnen erzählt, dass er als Alien auf die Erde kam, weil er auf seinem Planeten selbst als dumm gilt. Fry und Leonardo bauen mithilfe des Bauplans die Maschine, die sich aber als Vernichtungsmaschine herausstellt, mit der Leonardo all diejenigen töten will, die ihn einst verspottet haben. |           |                                                         |                                  |                          |                                |               |               | |
| 94 | 7×6       | Tödliche Inspektion                                     | Lethal Inspection                | Ray Claffey              | Eric Horsted                   | 22. Juli 2010 | 26. Nov. 2011 | Du hast geguckt (Made you look!)                                                                                            |
| Bender findet heraus, dass er ohne die Backup-Einheit hergestellt wurde, über die sein Bewusstsein im Falle seiner Zerstörung wiederhergestellt werden kann. Gemeinsam mit Hermes will er den Inspektor finden, der ihn nach seiner Fertigung abgesegnet hat, um sich an ihm zu rächen. Die Suche führt beide nach Mexiko, wo Bender gefertigt wurde. Der gesuchte Inspektor ist aber nicht auffindbar und alle Unterlagen scheinen vernichtet. Letzten Endes stellt sich heraus, dass Hermes der gesuchte Inspektor war und dass er Bender aus Mitleid bei der Kontrolle hat durchkommen lassen. Hermes behält dieses Geheimnis für sich. |           |                                                         |                                  |                          |                                |               |               | |
| 95 | 7×7       | Die unglaubliche Reise in einer verrückten Zeitmaschine | The Late Philip J. Fry           | Peter Avanzino           | Lewis Morton                   | 29. Juli 2010 | 3. Dez. 2011  | Wenn du es nicht guckst, tut es ein anderer (If you don’t watch it, someone else will)                                      |
| Leela ist verärgert über Fry, weil dieser regelmäßig Verabredungen vergisst oder sich verspätet. Um sich wieder mit ihr zu versöhnen, verabredet er sich an ihrem Geburtstag mit ihr in einem besonderen Restaurant. Als er aber dorthin gehen möchte, wird er vom Professor und von Bender überredet, noch kurz eine neue Erfindung zu testen – eine Zeitmaschine. Unter der Bedingung, dass sie nur eine Minute in die Zukunft reisen, willigt er ein. Versehentlich reisen die drei dann aber ins Jahr 10000. Da die Maschine nicht rückwärts durch die Zeit reisen kann, müssen die drei solange immer weiter vorwärts durch die Zeit reisen, bis eine Rückwärts-Zeitmaschine erfunden wird. Sie machen Halt in verschiedenen Zeitepochen, und Fry verzweifelt, weil er Leela hat sitzen lassen. Schließlich erreichen sie das Ende des Universums. |           |                                                         |                                  |                          |                                |               |               | |
| 96 | 7×8       | Katzenjammer                                            | That Darn Katz                   | Frank Marino             | Josh Weinstein                 | 5. Aug. 2010  | 10. Dez. 2011 | (Oder ein ähnliches Produkt) ((Or similar product))                                                                         |
| Nibbler hat es satt, von Leela dauernd wie ein Baby behandelt zu werden und fordert ein wenig mehr Respekt für seine uralte Spezies. Amy bereitet sich derweil auf die Verteidigung ihrer Dissertation über die Energiegewinnung durch Erdrotation vor. In der Prüfungskommission sitzt neben Prof. Farnsworth und Prof. Wernstrom ein Prof. Katz, der Amy gegenüber sehr ablehnend eingestellt ist und sie letztlich durch die Prüfung fallen lässt. Zusammen mit Nibbler beschließt sie, Katz zur Rede zu stellen. Sie finden heraus, dass Katz in Wirklichkeit nur eine Marionette der Katzen war, welche planen, mit Hilfe von Amys Maschine die Erdrotation auf ihren Heimatplaneten zu übertragen. Amy und Nibbler wollen die anderen warnen, doch diese stehen bereits unter dem Einfluss der Katzen und bauen an der Maschine, die die Erdrotation anhalten wird. |           |                                                         |                                  |                          |                                |               |               | |
| 97 | 7×9       | Uhrwerk Original                                        | A Clockwork Origin               | Dwayne Carey-Hill        | Dan Vebber                     | 12. Aug. 2010 | 17. Dez. 2011 | Dieses Mal ist es was persönliches (This time, it’s personal)                                                               |
| Auch im 30. Jahrhundert gilt die Evolution immer noch als Theorie und der Kreationismus hat viele Anhänger. Prof. Farnsworth ist verärgert und beschließt, den Planeten zu verlassen, um auf einem unbewohnten ein neues Leben zu beginnen. Begleitet wird er vom Rest der Crew außer Zoidberg und Cubert, die auf der Erde bleiben und eine Vater-Sohn-Beziehung aufbauen. Prof. Farnsworth schüttet Nanobots in eine Pfütze, die das Wasser von Giftstoffen reinigen sollen. Über Nacht entwickeln sich diese mit rasender Geschwindigkeit zu immer höheren Lebensformen weiter. Die Beobachtung dieser Evolution der Roboter beweist schließlich die Richtigkeit der Evolutionstheorie. Für die Behauptung, die Evolution habe in Tagen und nicht in Äonen stattgefunden, wird Farnsworth vor ein Robotergericht gestellt. Doch bevor ein Urteil gefällt werden kann, haben sich die Roboter zu einer körperlosen höheren Lebensform weiterentwickelt. |           |                                                         |                                  |                          |                                |               |               | |
| 98 | 7×10      | Im Körper des Freundes                                  | The Prisoner of Benda            | Stephen Sandoval         | Ken Keeler                     | 19. Aug. 2010 | 31. Dez. 2011 | Was in Cygnus X-1 passiert, bleibt in Cygnus X-1 (What happens in Cygnus X-1 stays in Cygnus X-1)                           |
| Prof. Farnsworth hat eine Maschine entwickelt, mit der zwei Wesen ihre Körper tauschen können. Beim ersten Körpertausch mit Amy stellt er aber fest, dass zwei Körper, die bereits miteinander getauscht haben, kein weiteres Mal miteinander tauschen können. Nachdem immer mehr Personen aus verschiedenen Gründen die Körper tauschen und schließlich doch in ihren eigenen Körper zurückwollen, entsteht ein Problem, das sich nur mit Hilfe von Mathematik lösen lässt. |           |                                                         |                                  |                          |                                |               |               | |
| 99 | 7×11      | Velrrrückt nach Ndndir                                  | Lrrreconcilable Ndndifferences   | Crystal Chesney-Thompson | Patric M. Verrone              | 26. Aug. 2010 | 7. Jan. 2012  | Zwei Becher Pixel in jeder Szene (Two scoops of pixels in every scene)                                                      |
| Lrrr vom Planeten Omicron Persei 8 wird von seiner Frau rausgeschmissen, weil er nicht mehr so ein Eroberer wie früher ist. Daraufhin kommt er zur Erde und macht unerwarteterweise rein gar nichts und lebt ein neues Leben, bis er endlich von Leela überredet wird, sich um seine Frau zu kümmern. Sie beschließen eine vorgetäuschte Eroberung der Erde durch Lrrr. Seine Frau kommt zurück, und die Erde, repräsentiert von Brannigan, kapituliert. |           |                                                         |                                  |                          |                                |               |               | |
| 100 | 7×12      | Rebellion der Mutanten                                  | The Mutants Are Revolting        | Raymie Muzquiz           | Eric Horsted                   | 2. Sep. 2010  | 14. Jan. 2012 | 100 (100) |
| Die Planet-Express-Crew feiert mit der Lieferung eines Soufflés an Mrs. Astor ihre 100. Lieferung. Mrs. Astor lädt die Crew zu einer Wohltätigkeitsveranstaltung zu Gunsten der Kanalmutanten ein. Auf der Veranstaltung verplappert sich Fry und Leela wird als Mutantin enttarnt und sofort in einen Gulli "deportiert". Die restliche Crew außer Bender wird zu 2 Wochen Kanalarrest verurteilt. Bender feiert die Party zur 100. Lieferung ohne die Crew mit vielen anderen Gästen, bis ihm klar wird, dass das falsch ist und er die Party abbricht. In der Kanalwelt ist Leela natürlich sauer, dass Fry ihr Leben zerstört hat. Um das wieder gut zu machen, springt Fry in den Mutantensee und wird schließlich zum Mutanten. Er und Leela starten gemeinsam eine Revolution der Kanalmutanten gegen die Oberflächler. Durch eine glückliche Verkettung von Umständen, bittet Mrs. Astor, als größte Wahlkampfspenderin, den Bürgermeister, die Mutantenverbannung aufzuheben. Damit dürfen Mutanten nun die Erdoberfläche legal betreten. |           |                                                         |                                  |                          |                                |               |               | |
| 101 | 7×13      | Das Feiertagsspektakel                                  | The Futurama Holiday Spectacular | Ray Claffey              | Michael Rowe                   | 21. Nov. 2010 | 21. Jan. 2012 | Zeitreisende: Nur noch 331 Einkaufstage bis zum letzten Weihnachten (Time Travelers: Only 331 Shopping Days ’til last Xmas) |
| Ein größtenteils musikalisches Feiertags-Spezial bestehend aus drei Einzelepisoden, die jeweils auf dem christlichen Weihnachten, dem jüdischen Hanukah (hier das von Bender erfundene Fest "Robanuka") und dem afrikanisch / afro-amerikanischen Kwanzaa basieren. In allen drei Episoden, fehlt etwas, um das Fest auf seine traditionelle Art zu begehen. Bei Weihnachten sind es die ausgestorbenen Nadelbäume, die sich durch die Samenbank in Norwegen wieder ansiedeln lassen. Für Benders Robanuka fehlt es an mineralischem Rohöl, was sich möglicherweise noch sehr tief in der Erde finden lässt und für Kwanzaa fehlt echtes Bienenwachs für die traditionellen Kerzen, welches sich bei den riesigen Weltraumbienen finden lässt. Anders als in den bisher episodisch aufgeteilten Folgen (Geschichten von Interesse I+II) ist diese Episode nicht durch einen Hauptstrang verbunden. Aber dafür ist das Ende der drei Episoden ähnlich: Die Crew geht bei dem Versuch, das fehlende Teil für die Feste zu beschaffen, drauf... |           |                                                         |                                  |                          |                                |               |               | |
| 102 | 8×5       | Das Schweigen der Klemmen                               | The Silence of the Clamps        | Frank Marino             | Eric Rogers                    | 14. Juli 2011 | 28. Apr. 2012 | Keine Rückerstattungen (No refunds)                                                                                         |
| Bei einem Stelldichein mit Bella, einer Tochter des Robotermafiabosses Donbot, wird Bender Zeuge eines Überfalls der Robotermafia auf Calculon. Nach seiner Aussage vor Gericht kommt Bender in ein Zeugenschutzprogramm. Um seinen Aufenthaltsort herauszufinden heuert Klemmer, ein Untergebener des Donbots, bei Planet Express an. Die Planet-Express-Crew macht auf dem Mond Bender durch Zufall vermeintlich ausfindig. Der Gefundene überlebt den Angriff der Robotermafia, wird aber von der eifersüchtigen Bella erschossen. Als die Crew Bender tatsächlich in einer Pizzeria findet, stellt sich heraus, dass der Getötete ein anderer, baugleicher Roboter war. Da Bender nun nicht mehr auf der Todesliste der Robotermafia steht, kann er an seinen Arbeitsplatz zurückkehren. |           |                                                         |                                  |                          |                                |               |               | |
| 103 | 8×8       | Möbius Dick                                             | Möbius Dick                      | Dwayne Carey-Hill        | Dan Vebber                     | 4. Aug. 2011  | 19. Mai 2012  | In der Hauptrolle: Sparky, der unsichtbare Elf (Featuring Sparky, the invisible elf)                                        |
| 104 | 8×4       | Denn sie wissen nicht, was sie getan haben werden       | Law and Oracle                   | Stephen Sandoval         | Josh Weinstein                 | 7. Juli 2011  | 21. Apr. 2012 | Für den anspruchsvollen Stubenhocker (For the sophisticated shut-in)                                                        |
| Fry erkennt, dass er in einer Karriere-Sackgasse feststeckt und kündigt seinen Job als Lieferjunge. Er möchte nun Polizist werden, daher geht er an die "Police Academy", besteht seine Ausbildung und ist damit Polizist. Durch die Verhaftung von Erwin Schrödinger wegen diverser Verstöße gegen die Gesetze der Physik, wird Fry befördert und arbeitet nun in der Abteilung zur Verhinderung zukünftiger Verbrechen. Dort gibt es einen Roboter mit einem Menschenhirn, welcher zukünftige Verbrechen vorhersagen kann. Dieser sagt ein Verbrechen voraus, bei dem, wie sollte es anders sein, Bender der Täter ist. Bender möchte eine unglaublich teure Flasche Alkohol klauen. Fry versucht ihn davon abzuhalten, kann es aber dann doch nicht, da in der nun alternativen Vorhersage, die Planet-Express-Crew sterben wird. Also klaut Bender die Flasche, aber der Vorhersage-Roboter ist plötzlich auch am Schauplatz und nimmt Bender die Flasche ab und trinkt sie. Der Inhalt ist so stark, dass er das menschliche Hirn abtötet und der Roboter nun nicht mehr die Zukunft vorhersagen kann. Damit geht der perfide Plan (endlich den Vorhersage-Fluch loszusein) des Vorhersage-Roboters fast auf. |           |                                                         |                                  |                          |                                |               |               | |
| 105 | 8×2       | Benderama                                               | Benderama                        | Aaron Ehasz              | Crystal Chesney-Thompson       | 23. Juni 2011 | 7. Apr. 2012  | Andere fragen: "Was wäre, wenn?" Wir fragen: "Was heißt hier, wenn?" (Others ask, “What if?” We ask, “Why if.”)             |
| Zu Beginn der Episode stellt der Professor seine neuste Erfindung vor: Eine Maschine, die unter Hinzufügung beliebiger Materie von einem Gegenstand zwei jeweils halb so große Kopien anfertigt. Bender, der zwei Aufgaben auf einmal lösen soll, steckt die Maschine ein und erstellt zwei halb so große Kopien von sich, die dann die 2 Aufgaben lösen. Leider hat er dadurch eine scheinbar endlose Kette an sich selbst replizierenden Benders erzeugt. Als der Professor feststellt, dass diese Benders beim Replizieren irgendwann die komplette Materie der Erde aufbrauchen würden, beginnt die Crew, alle Benders (bis auf den originalen Großen) umzubringen. Leider gibt es schon Micro-Benders in fast-Atom-Größe. Um ihren Antriebsstoff zu produzieren, verwandeln sie Wasser auf molekularer Ebene zu Alkohol, womit die ganze Erde besoffen wird, da es kein reines Wasser mehr gibt. Am Ende der Folge verlassen die Micro-Benders die Erde in Richtung Weltall und lassen einen leicht abgenagten Planeten zurück. |           |                                                         |                                  |                          |                                |               |               | |
| 106 | 8×10      | Die Spitze des Zoidbergs                                | The Tip of the Zoidberg          | Raymie Muzquiz           | Ken Keeler                     | 18. Aug. 2011 | 2. Juni 2012  | Es ist tentakulär! (It’s Tentacular!)                                                                                       |
| 107 | 8×3       | Ghost – Nachricht von Bender                            | Ghost in the Machines            | Patric M. Verrone        | Ray Claffey                    | 30. Juni 2011 | 14. Apr. 2012 | Die beliebteste Serie bei Viewbots (#1 most viewed show among viewbots)                                                     |
| Bei der Paradentag-Parade passiert ein Unfall, und Fry hat die Wahl, entweder einen Menschen oder einen Roboter zu retten. Er entscheidet sich zugunsten des Menschen. Davon beleidigt, begeht Bender Selbstmord. In der Vorhölle schließt er einen Pakt mit dem Roboterteufel: Wenn Bender als Geist Fry zu Tode erschreckt, darf er wieder auf die Erde. Als Maschinen-Geist kann er sämtliche elektrischen Geräte steuern; mit dieser Fähigkeit treibt er Fry zur Verzweiflung. Um sich vor den Angriffen zu schützen, wandert Fry in eine technologiefreie Zone aus, den Heimatplaneten der Amish. Als seine Freunde ihn dort besuchen, sind auch Bender und der Roboterteufel anwesend. Bender rettet Frys Leben, indem er vom Körper des Roboterteufels Besitz ergreift. Wegen seiner noblen Tat kommt Bender in den Roboterhimmel, auf seinen Wunsch hin jedoch zurück auf die Erde. |           |                                                         |                                  |                          |                                |               |               | |
| 108 | 8×1       | Neutopia                                                | Neutopia                         | J. Stewart Burns         | Edmund Fong                    | 23. Juni 2011 | 7. Apr. 2012  | Enthält den vollen Tagesbedarf an Vitamin F (Provides a full day’s supply of Vitamin F!)                                    |
| Planet Express steht kurz vor dem Bankrott. Die Crew beschließt deshalb, eine Fluggesellschaft für Passagiertransporte zu gründen. Schon bald findet der erste Linienflug statt. Der endet aber damit, dass die Crew mit ihren Passagieren auf einem Planeten abstürzt, auf dem es nur Mineralien gibt. Ein dort ansässiges Stein-Alien ist sehr verwundert darüber, dass die Neuankömmlinge in zwei Geschlechter unterteilt sind. |           |                                                         |                                  |                          |                                |               |               | |
| 109 | 8×6       | Willkommen bei den Humplings                            | Yo Leela Leela                   | Frank Marino             | Eric Horsted                   | 21. Juli 2011 | 5. Mai 2012   | Durchdringt selbst die dickste Alufolienkappe (Penetrates even the thickest foil hat)                                       |
| Leela will die Kinder in ihrem ehemaligen Waisenhaus mit einer Geschichte unterhalten, aber sie erntet nur Missfallen. Vom Ehrgeiz gepackt fliegt sie auf einen abgelegenen Planeten, um sich dort in Ruhe eine neue Geschichte ausdenken zu können. Diese kommt bei den Kindern so gut an, dass sie als Fernsehserie vermarktet wird. Die Serie wird zum Erfolg, Leela zum preisgekrönten Kinderfernseh-Star. Als sie wieder einmal wegfliegt, vorgeblich um ungestört arbeiten zu können, entdeckt Bender, der zufällig mit im Raumschiff ist, Leelas Geheimnis: Die Figuren ihrer Geschichten sind nicht erfunden, sondern bewohnen den Planeten, auf den sich Leela zum Arbeiten zurückzieht. Leela vermarktet deren Erlebnisse als von ihr erdachte Geschichten. Nachdem dies publik wurde, heuert das Fernsehen die fremden Wesen als Darsteller an, die Waisen arbeiten als Filmcrew. |           |                                                         |                                  |                          |                                |               |               | |
| 110 | 8×9       | Das Ei des Fry                                          | Fry Am the Egg Man               | Dwayne Carey-Hill        | Michael Rowe                   | 11. Aug. 2011 | 26. Mai 2012  | Der einzige Lichtblick in ihrem Leben! (The One Bright Spot in Your Life)                                                   |
| Weil Leela von Fastfood die Nase voll hat, besorgt sie für die Planet-Express-Crew Bio-Lebensmittel. Darunter sind auch verschiedene Eier, die laut Verpackung fruchtbar sind. Eines davon brütet Fry aus. Ein bläuliches Tier schlüpft, dessen Speichel und Exkremente hochgradig ätzend sind. Gegen den Widerstand seiner Kollegen behält Fry das Wesen als Haustier. Als der Professor herausfindet, dass es sich um einen gefährlichen Knochenvampir handelt, setzt die Crew ihn auf seinem Heimatplaneten aus. Dort erfahren sie in einem Wirtshaus, dass die Knochenvampire einst eine Plage waren und ausgerottet wurden. Als eine Herde knochenloser Schafe gefunden wird, beginnt die Jagd auf Frys Vampir. Er wird gestellt, aber die Bewohner des Planeten beschließen, ihn zu verschonen, da sich das sauber von Knochen befreite Schafsfleisch besser verkaufen lässt. |           |                                                         |                                  |                          |                                |               |               | |
| 111 | 8×7       | Dead Presidents                                         | All the Presidents’ Heads        | Stephen Sandoval         | Josh Weinstein                 | 28. Juli 2011 | 12. Mai 2012  | Tragen Sie jetzt das Zuschau-Öl auf (Apply viewing oil now)                                                                 |
| Der Professor findet heraus, dass einer seiner Vorfahren aus der Zeit des Amerikanischen Unabhängigkeitskriegs ein Landesverräter war. Mithilfe der Substanz, die zum Konservieren von Köpfen genutzt wird, reisen er und die übrige Planet-Express-Crew in die Vergangenheit, um den Verrat zu verhindern und den Namen Farnsworth reinzuwaschen. Dabei ändert Fry unbeabsichtigt den Lauf der Geschichte: Indem er versehentlich den Kurierritt Paul Reveres sabotiert, ermöglicht er den Sieg der britischen Truppen über die amerikanischen Freiheitskämpfer. Zurück im 31. Jahrhundert, erlebt die Crew die Auswirkungen dieses Eingriffs: Statt in den unabhängigen USA befinden sie sich in einer britischen Kolonie. Sie reisen sie ein zweites Mal in die Vergangenheit, korrigieren Frys Fehler und stellen ihre eigene Zeitlinie bis auf minimale Abweichungen wieder her. |           |                                                         |                                  |                          |                                |               |               | |
| 112 | 8×11      | Kalte Krieger                                           | Cold Warriors                    | Crystal Chesney-Thompson | Dan Vebber                     | 25. Aug. 2011 | 9. Juni 2012  | Wir folgen ihnen, aber nicht auf Twitter. (We’re following you, But not on Twitter)                                         |
| 113 | 8×12      | Übertaktlos                                             | Overclockwise                    | Raymie Muzquiz           | Ken Keeler                     | 1. Sep. 2011  | 16. Juni 2012 | Schon bald eine erfolgreiche Fernsehserie (Soon to be a hit television show)                                                |
| 114 | 8×13      | Reinkarnation                                           | Reincarnation                    | Peter Avanzino           | Aaron Ehasz                    | 8. Sep. 2011  | 23. Juni 2012 | Reincarnation |

## Produktion

### Entstehung

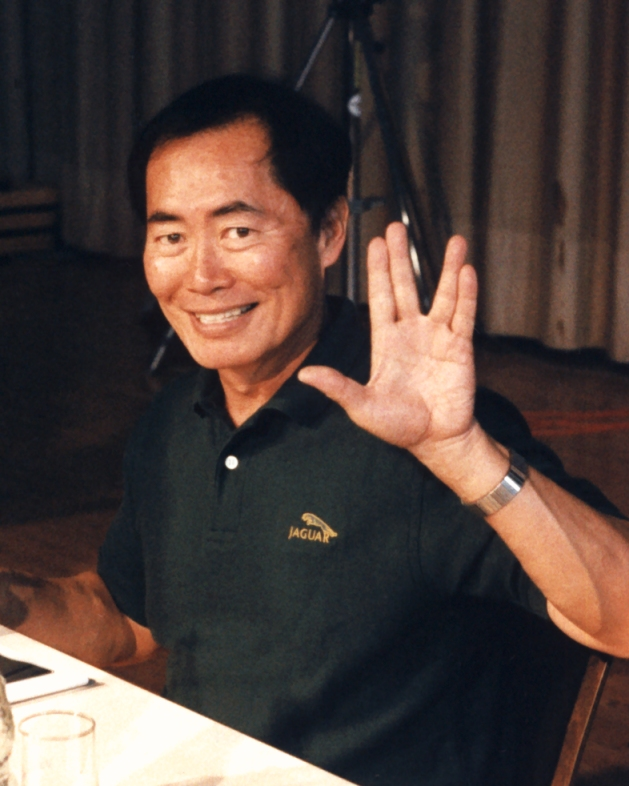
George Takei spielt sich selbst in Roboter Street Day. Es ist der dritte Gastauftritt des Schauspielers in Futurama.

Futurama wurde 2003 von seinem damaligen Sender Fox abgesetzt. Wiederholungen bei Cartoon Network und Adult Swim waren aber erfolgreich, ebenso der Absatz der Serie auf dem Heimvideomarkt, sodass vier Direct-to-DVD-Filme zur Serie produziert wurden. Als der letzte, Leela und die Enzyklopoden, fertiggestellt wurde, war die Zukunft der Serie ungewiss. In Fernseh-Episoden umgearbeitet wurden die Filme bei Comedy Central ausgestrahlt, dem Sender, der mittlerweile auch die alten Folgen wiederholte. Matt Groening und David X. Cohen, die Schöpfer von Futurama, hatten jedoch den Wunsch ausgedrückt, den Stoff fortzusetzen. Sie zogen auch andere Formen in Betracht, beispielsweise als Kinofilm. In einem Interview mit CNN sagte Groening Anfang 2009, dass es Gespräche mit Comedy Central über eine Fortsetzung gebe:

“We have a great relationship with Comedy Central and we would love to do more episodes for them, but I don’t know. […] We’re having discussions and there is some enthusiasm but I can’t tell if it's just me.”

„Wir haben ein großartiges Verhältnis zu Comedy Central, und wir würden liebend gerne weiter Episoden für sie produzieren, aber ich weiß nicht. […] Wir diskutieren [darüber] und es gibt Enthusiasmus, aber ich kann nicht sagen, ob nur ich das so sehe.“

Im Juni 2009 gab Comedy Central bekannt, 26 neue Episoden beim Produktionsunternehmen 20th Century Fox in Auftrag gegeben zu haben. Futurama ist damit nach Family Guy die zweite Fernsehserie, deren Serienproduktion wieder aufgenommen wurde, weil Wiederholungen gute Einschaltquoten hatten und sich die Serie auch auf dem Heimvideomarkt bewährte.
Zur Wiederaufnahme wurde das Produktions-Budget gekürzt. Unter anderem wurde der Autorenstab verkleinert, und die Folgen mussten schneller geliefert werden. Außerdem verhandelte 20th Century Fox TV mit den Haupt-Sprechern der Serie deren Gehälter neu aus.

## Veröffentlichung

### Fernsehen
Am 24. Juni 2010 eröffnete Comedy Central die Erstausstrahlung der Staffel mit den Episoden Wiedergeburt und Der Leela-Laune-Zapp, die er direkt hintereinander zeigte. In der Folge zeigte man bis zur zwölften Episode – Rebellion der Mutanten, der insgesamt 100. Episode der Serie – eine Folge pro Woche. Die 13. Episode der Staffel, die Weihnachtsfolge Das Feiertagsspektakel, verschob man auf den 21. November und damit in die Vorweihnachtszeit.
Nachdem die erste Hälfte der Episoden gezeigt war, pausierte Futurama auf Comedy Central ein halbes Jahr. Ab dem 14. Juli 2011 zeigte der Sender die zweite Hälfte der Staffel – erneut in wöchentlichem Rhythmus. Mit Reinkarnation schloss der Sender die Erstausstrahlung der Staffel am 8. September 2011 ab.
Dies ist die erste Staffel, deren Episoden bei Comedy Central veröffentlicht wurden. Zuvor hatte der Sender zwar auch die Erstausstrahlung der fünften Staffel übernommen; deren Inhalte waren jedoch vorab auf DVD erschienen. Die ersten vier Staffeln von Futurama waren zwischen 1999 und 2003 vom US-Sender Fox ausgestrahlt worden.

### Heimkino
Entsprechend der zweigeteilten Erstausstrahlung wurden die Episoden der Staffel auch in zwei Boxsets veröffentlicht: Die ersten 13 Episoden als erschienen als Volume 5 am 21. Dezember 2010, Episoden 14 bis 26 als Volume 6 am 20. Dezember 2011. Die Boxsets sind jeweils mit zwei DVDs, alternativ mit zwei Blu-ray-Discs erhältlich.
Die für den deutschen Sprachraum lokalisierten Fassungen der Boxsets heißen Season 5 und Season 6.

## Auszeichnungen

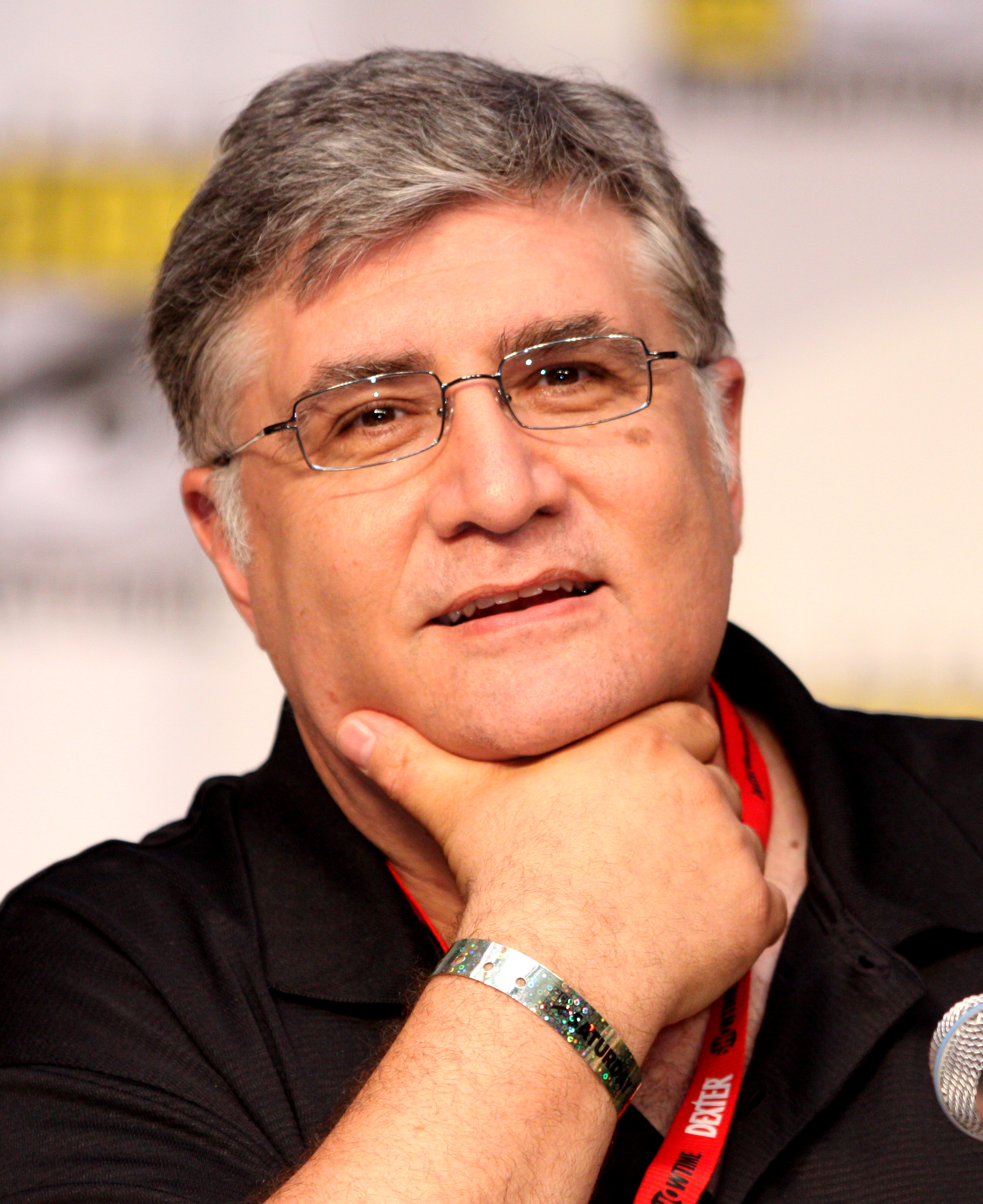
Für seine Leistungen als Sprecher in der Episode Das Schweigen der Klemmen wurde Maurice LaMarche mit dem Emmy geehrt.

Bei der Primetime-Emmy-Verleihung 2012 wurde Maurice LaMarche für seine Leistungen als Sprecher in der Episode Das Schweigen der Klemmen mit dem Emmy in der Kategorie Outstanding Voice-Over Performance geehrt. Diese Episode war 2012 außerdem für einen WGA Award nominiert. Die Writers Guild of America zeichnete dagegen Ken Keeler 2011 für sein Drehbuch zur Episode Im Körper des Freundes mit dem WGA Award in der Kategorie Animation aus. Keeler, der den Preis 2003 für Der göttliche Bender schon einmal erhalten hatte, setzte sich damit gegen seinen Kollegen Patric M. Verrone durch, der mit der Episode Velrrrückt nach Ndndir in der gleichen Kategorie nominiert gewesen war. Außerdem wurde Das Feiertagsspektakel mit einem Environmental Media Award ausgezeichnet.